# Северна Косовска Митровица
Северна Косовска Митровица (на сръбски: Северна Косовска Митровица; на албански: Mitrovicës Veriore), познат още като Северна Митровица, е град с преобладаващо сръбско етническо мнозинство, който се отделя от град Косовска Митровица през 2013 г. Той е главен град на Северно Косово, административен център на община Северна Косовска Митровица. Представлява столица на сръбските общини в Косово, където е разположено тяхното – Събрание на автономна област Косово и Метохия. Населението на Северна Митровица, според оценки предоставени от уебсайта на местната власт е 26 160 души.

## Галерия
- Православната църква „Свети Димитър“ през 2011 г.
- Изглед към Северна Митровица от мостът над река Ибър през 2009 г.
- Паметник на жертвите на войната в Косово, разположен близо до моста над река Ибър, който отбелязва загиналите при бомбардировките и терористичните актове на АОК. 2014 г.
- Паметник на Григорий Щербина през 2016 г.
- Жилищни сгради през 2012 г.